# Басков, Николай Викторович
Никола́й Ви́кторович Ба́сков (при рождении Баско́в; род. 15 октября 1976, Москва, СССР) — российский эстрадный и оперный певец, композитор, телеведущий, киноактёр, педагог, профессор кафедры музыкально-исполнительского искусства МПГУ; народный артист Российской Федерации (2009), народный артист Украины (2004; лишён звания в 2024 году, из-за поддержки российского вторжения на Украину), мастер искусств Республики Молдова (2007), народный артист Чеченской Республики (2005), народный артист Республики Башкортостан (2022).

## Биография

### Ранние годы
Родился 15 октября 1976 года в Москве.
Семья проживала в городе Балашиха Московской области — там, где служил отец. Когда Николаю было два года, его отец, Виктор Владимирович Басков (10 сентября 1951 — 30 июня 2019), окончив Военную академию имени М. В. Фрунзе, переехал с семьёй на службу в ГДР, там он служил пять лет в Дрездене, Кёнигсбрюке, Галле. Отец прошёл путь от командира взвода до заместителя командира дивизии, потом окончил Военную академию Генерального штаба ВС РФ, служил в Генштабе в звании полковника на генеральской должности, потом работал в инспекции в Счётной палате. Мать, Елена Николаевна Баскова (род. 7 октября 1955) — преподаватель математики по образованию, в Германии работала диктором на телевидении. С 5 лет Николай начал осваивать музыку, нотную грамоту помогала разучивать его мать дома. В школу начал ходить также в Германии.
После Германии с родителями вернулся в Балашиху, учился в школе № 3. В музыкальную школу пошёл в Чадан (Тыва). С 3-го по 7-й класс учился в школе № 186 в городе Новосибирске, где начались его первые сценические выступления. В 1989 году окончил музыкальную школу при Новосибирской консерватории с золотой медалью. Он выступал в Музыкальном театре юного актёра. После переезда из Новосибирска в Москву учился в школе № 1113 с углублённым изучением музыки и хореографии.
В 12 лет в Парижской национальной опере исполнил роль третьего мальчика в опере Моцарта «Волшебная флейта».
С 1989 по 1992 год выступал на сцене Детского музыкального театра юного актёра под руководством режиссёра А. Л. Фёдорова, в составе которого побывал на гастролях в США, Израиле, Швейцарии, Франции.
В 1993 году поступил в ГИТИС на специальность «актёр музыкального театра». С 1994 года брал частные уроки вокала у Заслуженной артистки России Шеховой Лилианы Сергеевны.
Проучившись год в ГИТИСе, поступил в Российскую академию музыки имени Гнесиных по классу камерного и оперного пения (класс проф. В. Левко и В. Щербакова) в 1996 году. Вокалу его обучала заслуженная артистка России Лилиана Шехова.

### Карьера

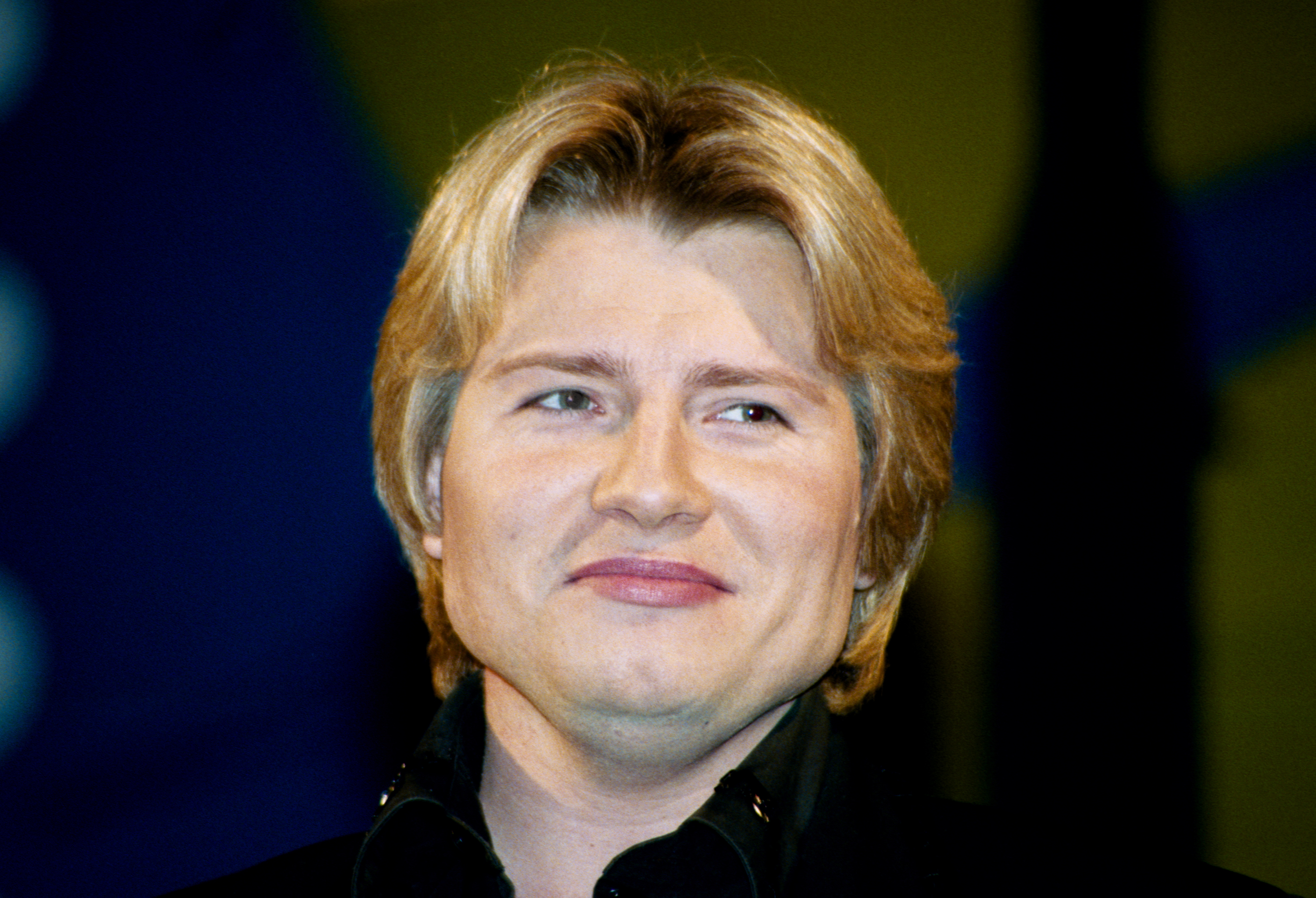
Николай Басков, декабрь 2001 года, автор фото: Лев Медведев

В 1997 году стал лауреатом первого Всероссийского конкурса молодых исполнителей русского романса «Романсиада».
С 1998 года — солист Новосибирского театра оперы и балета. В том же году стал лауреатом Первой премии Всероссийского конкурса молодых оперных певцов.
В 1999 стал стажёром Большого театра и получил предложение исполнить партию Ленского в опере Петра Чайковского «Евгений Онегин». 19 июня 1999 года состоялся его первый спектакль.
В 2003 году подписал контракт с двумя испанскими театрами — Liceo в Барселоне и мадридским Teatro Real.
После ухода из Большого театра в 2004 заключил контракт с Нижегородским государственным академическим театром оперы и балета имени А. С. Пушкина; в 2005 с Марийским государственным театром оперы и балета имени Эрика Сапаева в Йошкар-Оле.
С 1 июля 2003 года стал ведущим телепроекта «Дом» на «ТНТ», позже его сменила Светлана Хоркина.
14 сентября 2003 года на II съезде Российской партии Жизни был выдвинут кандидатом в депутаты на Выборах в Государственную думу 4-го созыва по Федеральному партийному списку под номером № 4, но партийный блок не преодолел избирательный барьер.
2001—2004 — гастроли в Израиле. 2005 — гастроли в США.
2 мая 2007 года удостоен почётного звания «мастер искусств Молдовы».
1 ноября 2008 года в Ледовом дворце Санкт-Петербурга состоялся сольный концерт «Корабль судьбы» с участием М. Кабалье.
12 мая 2009 года указом Президента России Дмитрия Медведева Николаю Баскову было присвоено почётное звание народного артиста РФ.
17 июня 2010 года в российский прокат вышел анимационный фильм «История игрушек. Большой побег», в котором Басков озвучил персонажа по имени Кен.
В 2010 году окончил магистратуру факультета государственного управления МГУ.
27 апреля 2011 года выступил в Золотом зале Венской филармонии (Musikverein) с концертом, состоящим из классических арий и романсов. В 2011 году на PBS Television в США состоялся эфир телевизионной версии классического концерта в Лужниках. Эта концертная программа была выпущена на CD и DVD. 19 сентября 2012 года в Москве состоялась мировая премьера новой оперы А. Журбина «Альберт и Жизель», написанной специально для Баскова по его просьбе, в которой он исполнил ведущую партию графа Альберта.
1 октября 2012 года уволен из театра оперы и балета в Йошкар-Оле.
С 2011 по 2016 год являлся профессором кафедры вокала Московского государственного гуманитарного университета имени М. А. Шолохова. С 2016 — Института искусств Московского педагогического государственного университета.

## Общественная позиция
Во время Оранжевой революции Басков участвовал в агитации за Виктора Януковича как кандидата на президентских выборах 2004 года. Комитет избирателей Украины призвал тогда возбудить против российского певца уголовное дело за политическую агитацию, поскольку по законодательству участие не граждан Украины в предвыборной агитации запрещено. Кроме того, организация видела в действиях Баскова и другие нарушения уголовного законодательства Украины. КИУ отмечает, что в своём выступлении 12 ноября 2004 года на концерте в поддержку Виктора Януковича в Черкассах Басков выкрикивал:

Правительство и президент России не позволят поставить Украину на колени перед Америкой.

В 2014 году Басков поддержал аннексию Крыма Россией. В 2017 году Басков внесён в базу данных «Миротворец» так как «он пропагандировал русский фашизм, посягательство на суверенитет и целостность Украины и поддержал аннексию Крыма Россией».
В сентябре 2015 года в Верховную Раду Украины был внесён законопроект о лишении звания «Народный артист Украины» Таисии Повалий, Ани Лорак, Иосифа Кобзона и Николая Баскова.
В ходе президентских выборов 2018 года вошёл в состав движения Putin Team, выступавшего в поддержку Владимира Путина на четвёртый срок.
17 сентября 2020 года выступил в Минске на концерте, а также принял участие в клипе в поддержку Александра Лукашенко. После этого некоторые белорусы «атаковали» социальные сети певца, обвинив его в «продажности» и «предательстве народа Беларуси». Рассерженные люди напомнили ему о жёстких действиях силовиков в отношении мирных демонстрантов и о множественных случаях насилия над людьми во время задержаний на акциях протеста.
В 2022 году Басков поддержал вторжение России на Украину, которое назвал «миротворческой операцией, концом геноцида и предупреждением нападения на Россию», разместив в социальной сети Instagram пост с надписью «Россия не начинает войн, а их заканчивает» с транслированием тезисов и нарративов повторяющими официальную позицию российских властей и СМИ, позднее Instagram пометил пост Баскова как «ложная информация». На публикацию певца в соцсетях гневно отреагировали украинские знаменитости.
18 марта 2022 года Басков выступил в «Лужниках» на митинге-концерте в честь годовщины аннексии Крыма Россией под названием «Za мир без нацизма! Zа Россию! Zа Президента». Осенью 2022 года, в числе других провластных звёзд российской эстрады поддерживающих российскую агрессию против Украины, принял участие в записи песни и пропагандистского клипа Встанем. В июне 2023 года заявил что по совместному решению с Минобороны и «Русской медиагруппой» будет выплачивать по 1 млн рублей тому, кто подобьёт танк «Леопард» или «Леопард-2».

## Санкции
26 февраля 2022 года, на фоне вторжения России на Украину, включён в чёрный список Латвии «за поддержку российской агрессии против Украины» и «пропаганду войны» с запретом на въезд в Латвию на неопределённый срок.
В августе 2022 года включён в сокращённый вариант Топ-200 «разжигателей войны» за публичную поддержку действиям российской армии на Украине. В октябре 2022 года Международная рабочая группа по вопросам санкций Ермака — Макфола включила Баскова в список пропагандистов и идеологов войны которые «создают лживые нарративы в соответствии с политикой Кремля», с предложением введения против него санкций.
19 октября 2022 года внесён в санкционный список Украины публичных деятелей, «которые публично призывают к агрессивной войне, оправдывают и признают законной вооружённую агрессию РФ против Украины, временную оккупацию территории Украины». Санкции предполагают блокировку активов, полное прекращение коммерческих операций, остановку выполнения экономических и финансовых обязательств. Ранее, 7 марта 2022 года генеральный прокурор Украины Ирина Венедиктова сообщила о заочном аресте Баскова за пропаганду и оправдывание войны и объявления его в международный розыск.
3 февраля 2023 года внесён в санкционный список Канады «российских агентов дезинформации» как причастный к распространению российской дезинформации и пропаганды. 24 февраля 2024 года Николай Басков внесён в санкционный список Австралии.

## Личная жизнь
Жена (27 января 2001 — май 2008) — Светлана Борисовна Шпигель (род. 12 ноября 1981), дочь продюсера Баскова Бориса Шпигеля. Сын — Бронислав Шпигель (род. 24 апреля 2006). С отцом не видится по воле Бориса Шпигеля. Отцом считает Вячеслава Соболева — второго мужа Светланы Шпигель.
В июле 2017 года было сообщено о свадьбе с моделью Викторией Лопырёвой, которая должна была состояться в городе Грозном 5 октября 2017 года. Позднее озвученную дату свадьбы отменили, а сообщение о свадьбе оказалось пиар-акцией. В конце октября 2018 года в интервью Басков фактически признал фиктивность отношений с Лопырёвой, заявив, что с января 2018 года они практически не виделись.

## Скандалы
В 2018 году Филипп Киркоров совместно с Николаем Басковым выпустили клип «Ибица», который вызвал шквал критики и отрицательных комментариев за использование низкопробных приёмов (апогеем стало измазывание обоих фекалиями и «доение» козла). В результате им пришлось выпустить клип-извинение перед своими фанатами.
В 2023 году Таганский суд Москвы вынес вердикт о наказании телеканала «Точка ТВ» в виде штрафа в размере 1 млн рублей, нарушившего статью о запрете пропаганды ЛГБТ среди несовершеннолетних, показав клип Баскова «Странник», снятый в мае 2012 года. Лирический герой Баскова изображён с другим мужчиной на фоне «атмосферы гедонизма и разврата». В клипе также показаны сцены сексуального характера между женщинами. Согласно постановлению суда, клип «содержит информацию (визуальную), отвечающую признакам демонстрации нетрадиционных сексуальных отношений и (или) предпочтений».

## Мнения
- Монтсеррат Кабалье: «И потом мы пели вместе в Кремле. Он пел очень красиво… И потом, уже в Кёльне, у него был потрясающий успех, в Париже, в Риме, здесь в Барселоне, в Мадриде… Поп-музыка ему не вредит нисколько. Пусть поёт сколько угодно… Николай для меня как музыкальный сын. Он — моя гордость. В мире очень мало хороших певцов, не только в поп-музыке, но и в опере. Плохих значительно больше. Вы сейчас были на фестивале в Сории. Вы видели, как он пел „Тоску“? И все видели. А это люди, которые приезжают специально на фестиваль классической музыки со всей Испании и из-за границы, они очень хорошо понимают, что они слышат. И точно так же было и в Кёльне, и в Париже, и везде, где он выступал»[92].
- Леонид Костюк: «У него очень горячее сердце и чистая душа. Он светлый и чистый, у него струны внутри очень тонкие, поэтому звучание голоса необычное. Оно не просто красивое, оно идёт от сердца и от души»[93].
- Обозреватель «Огонька» Ирина Лукьянова в 2000 году: «Этот молодой певец загадочным образом гостит на телеканале „ТВ Центр“ чаще всех коллег. Кто-то ему там сильно покровительствует. Если бы он был Анита Цой — я бы понимала кто. Но никого по фамилии Басков я в окружении мэра не знаю, а сладкие слюни по поводу феноменального молодого дарования так и льются. Лично я вижу только, что Николай Басков — развязный и самовлюблённый молодой человек, умудряющийся и эстраду, и классику петь одинаково холодно, без божества, без вдохновенья, с абсолютно механической мимикой… При этом глаза у Баскова такие, что я не хотела бы столкнуться с их обладателем на узкой дорожке»[94].
- Артемий Троицкий: «Николай Басков — растёртый плевок, он вообще не артист, не человек, он существо на побегушках, на подпевках. Он нигде не котируется, выживает только за счёт того, что постоянно мозолит людям глаза на всяких сборных концертах»[95][96][97].

## Творчество

### Оперные партии
- Третий мальчик, «Волшебная флейта» В. А. Моцарта
- Ленский, «Евгений Онегин» П. Чайковского
- Моцарт, «Моцарт и Сальери» Н. Римского-Корсакова
- Владимир Игоревич, «Князь Игорь» А. Бородина
- Юродивый, «Борис Годунов» М. Мусоргского
- Измаил, «Набукко» Дж. Верди
- Левко, «Майская ночь» Н. Римского-Корсакова
- Канио, «Паяцы» Р. Леонкавалло
- Спакос, «Клеопатра[англ.]» Ж. Массне
- Альберт, «Альберт и Жизель» А. Журбина

### Дискография
1. 2000 — Посвящение
2. 2000 — Посвящение на бис
3. 2001 — Мне 25
4. 2004 — Никогда не говори прощай
5. 2004 — Отпусти меня (с Т. Повалий)
6. 2007 — Тебе одной
7. 2016 — Игра
8. 2018 — Верую
9. 2018 — Christmas Songs[98]

### Видеография
- 2000 — «Где мне тебя найти»
- 2000 — «Памяти Карузо»
- 2000 — «Тайна» (дуэт с Любовью Казарновской)
- 2000 — «Мгновение»
- 2000 — «Большая любовь»
- 2001 — «Воздушный замок»
- 2001 — «Яблони в цвету»
- 2001 — «Шарманка»
- 2002 — «Power of Love»
- 2003 — «Мари» (песня и клип о Марий Эл)
- 2004 — «Мгновения» (с группой «Мурзилки International», реж. Олег Гусев)
- 2004 — «Отпусти меня» (дуэт с Таисией Повалий, реж. Семён Горов)
- 2005 — «Сердце» (реж. Ирина Миронова)
- 2005 — «Ты далеко» (дуэт с Таисией Повалий, реж. Семён Горов)
- 2007 — «Тебе одной» (реж. Александр Игудин)
- 2007 — «Паяц» (Ария Канио) (реж. Джанкарло Дель Монако)
- 2008 — «Корабль судьбы» (реж. Александр Игудин)
- 2009 — «Натуральный блондин» (Производство: студия «Муха»)
- 2009 — «Права любовь» (дуэт с Оксаной Фёдоровой, реж. Павел Худяков)
- 2010 — «Рядом с тобой» (реж. Александр Игудин)
- 2011 — «Сохранив любовь» (дуэт с Валерией, реж. Виктор Дербенёв)
- 2012 — «Странник» (реж. Александр Игудин)
- 2013 — «Ну кто сказал тебе» (реж. Евгений Тимохин)
- 2013 — «Николай» (дуэт с Натали, реж. Сергей Ткаченко)
- 2014 — «Вишнёвая любовь» (реж. Олег Гусев)
- 2014 — «Зая, я люблю тебя» (реж. Семён Горов)
- 2014 — «Ты — моё счастье» (дуэт с Софи, реж. Сергей Ткаченко)
- 2015 — «Любовь-не слова» (реж. Сергей Ткаченко)
- 2015 — «Ты моё счастье» (реж. Александр Присяжнюк)[99][100].
- 2016 — «Обниму тебя» (реж. Слава Сырбу)
- 2016 — «Я подарю тебе любовь» (реж. Сергей Ткаченко)
- 2017 — «Ждать тебя» (дуэт с Алиной Август, реж. Сергей Ткаченко)
- 2017 — «Для тебя» (реж. Александр Игудин)
- 2017 — «Твои глаза Маренго» (реж. Сергей Ткаченко)
- 2018 — «Мой король» (дуэт с Queens)
- 2018 — «Фантазёр» (дуэт с группой Дискотека Авария, реж. Евгений Быстров, Елизавета Курченко)
- 2018 — «Ты сердце моё разбила» (реж. Сергей Ткаченко)
- 2018 — «Два венца на карете» (реж. Сергей Ткаченко)
- 2018 — «Ibiza» (дуэт с Филиппом Киркоровым, реж. Роман Ким)
- 2018 — «С днём рождения!» (реж. Рустам Романов)
- 2019 — «Караоке» (реж. Дмитрий Литвиненко)
- 2019 — «Сердце на сердце» (реж. Сергей Ткаченко)
- 2020 — «Спасибо докторам» (дуэт с разными исполнителями)
- 2020 — «Зараза» (реж. Дмитрий Литвиненко)
- 2020 — «Девочка-космос» (реж. Дмитрий Литвиненко)
- 2020 — «Дико тусим» (дуэт с Даней Милохиным, реж. Ольга Козлова)
- 2020 — «Любовь бессмертна» (реж. Тина Баркалая)
- 2021 — «Забывай» (реж. Сергей Ткаченко)
- 2021 — «Большая любовь» (дуэт с Любовью Успенской, реж. Сергей Ткаченко)
- 2021 — «Ты красивая» (реж. Сергей Ткаченко)
- 2021 — «Дико влюблены» (дуэт с Даней Милохиным, реж. Стас Голубков)
- 2022 — «Давай по-хорошему» (дуэт с Ларисой Долиной, реж. Валентин Рудаков)
- 2023 — «Ты неотразима» (реж. Рустам Романов)[101]

### Фильмография
- 2002 — «Золушка» (мюзикл) — принц
- 2003 — «Снежная королева» (мюзикл) — Кай
- 2004 — «Моя прекрасная няня» (сериал) — камео
- 2004 — «Ночь в стиле Disco» (новогоднее шоу) — камео
- 2007 — «Королевство кривых зеркал» (мюзикл) — король Йагупоп / участник от Италии
- 2008 — «Золотая рыбка» (мюзикл) — Иванушка-рыбачок
- 2008 — «Обручальное кольцо» (сериал) — камео
- 2009 — «Золотой ключик» (мюзикл) — Пьеро
- 2010 — «Наша Russia. Яйца судьбы» — камео
- 2010 — «Морозко» (мюзикл) — Иван-Царевич
- 2011 — «Новые приключения Аладдина» (мюзикл) — русский жених
- 2012 — «Красная шапочка» (мюзикл) — Робин Гуд
- 2012 — «Zолушка» — камео
- 2013 — «Три богатыря» (мюзикл) — Соловей-разбойник
- 2014 — «Поворот наоборот» (сериал) — певец Николай
- 2015 — «Воронины» (сериал) — камео
- 2015 — «Бородач. Понять и простить» (сериал, 1-я серия) — камео
- 2016 — «Судьба-злодейка»
- 2016 — «Всё исправить» — Звезда
- 2017 — «Z» — камео
- 2018 — «Золушка» (мюзикл) — золотой голос королевства
- 2018 — Хор — Николай Хрусталёв, звезда театра оперетты
- 2019 — «Жара» — камео
- 2019 — «1001 ночь или Территория Любви» (мюзикл) — Джинн
- 2020 — «Чума!» (сериал) — столичный барон
- 2022 — «Новогодняя сказка» (мюзикл) — Кай

### Вокальные партии
- 2004 — «Золотая голова на плахе» (Художественный фильм о С. Есенине)
- 2005 — «Кармелита» (сериал)

### Дубляж
- 2010 — «История игрушек: Большой побег» — Кен
- 2011 — «История игрушек: Гавайские каникулы» — Кен
- 2013 — «Реальная белка» — Грейсон
- 2015 — «Савва-Сердце воина»

### Телевидение
- Июль — сентябрь 2003 года — ведущий телепередачи «Дом» на «ТНТ».
- с 9 апреля 2005 по 22 декабря 2018 года — постоянный ведущий телепередачи «Субботний вечер с Николаем Басковым» на телеканале «Россия-1»[102].
- 2006—2010 — съёмка рекламы чая «Золотая чаша». В 2006 году снимался вместе с Еленой Неклюдовой (в рекламе её прозвище — Ольга), в поздние годы реклама стала интернет-мемом[103], а в 2010 году — с Оксаной Фёдоровой[104]. Сам певец был официальным лицом данного бренда.
- февраль — апрель 2011 года — «Золушка для Баскова» с Ириной Швец на телеканале «Интер»[105][106][107].
- 2011 — КВН — выступление в конкурсе «СТЭМ со звездой» с командой СОК[108].
- 2012 — ведущий телепередачи «Брачное агентство Николая Баскова» на телеканале «Россия-1».
- 2012 — ведущий телепередачи «Домашнее видео звёзд» на «MTV».
- с сентября по декабрь 2015 года — ведущий благотворительного шоу «Большая маленькая звезда» на «СТС».
- с 8 декабря 2015 по 24 марта 2016 года — ведущий шоу «Миллион из Простоквашино» на «СТС»[109].
- с 23 марта 2019 года — ведущий музыкального шоу «Ну-ка, все вместе!» на телеканале «Россия-1»[110].
- с 3 января по 8 января 2020 года — постоянный ведущий телепередачи «Начнём с утра» на телеканале «Россия-1». в ней показывалось лучшее из программы «Субботний вечер»[111].
- 31 декабря 2020 года — специальный гость в образе Снеговика в новогоднем выпуске музыкально-развлекательного шоу «Маска» на «НТВ».
- С 12 сентября 2021 года — ведущий программы «Утренняя почта с Николаем Басковым» на телеканале «Россия-1».
- С 19 сентября 2021 года — ведущий российской версии музыкального шоу «Дуэты» на телеканале «Россия-1».

## Награды и почётные звания
- 6 сентября 2001 — Заслуженный артист Российской Федерации — за заслуги в области искусства[112].
- 30 августа 2004 — Почётная грамота Кыргызской Республики — за заслуги в развитии кыргызско-российского сотрудничества в области культуры и искусства[113].
- 29 октября 2004 — Народный артист Украины — за весомый личный вклад в развитие культурных взаимоотношений между Украиной и Россией, высокое исполнительское мастерство[114][115]. В 2024 году лишён звания указом Президента Украины Владимира Зеленского против лиц, поддержавших вторжение России на Украину[116].
- 6 июля 2005 — Народный артист Чеченской Республики — за выдающийся вклад в развитие культуры и искусства, высокопрофессиональное мастерство, получившее общественное признание[117].
- 10 апреля 2006 — Орден Франциска Скорины (Белоруссия) — за большой личный вклад в развитие белорусско-российских культурных связей, укрепление дружбы и сотрудничества между народами Беларуси и России[118][119].
- 9 декабря 2006 — Медаль ордена «За заслуги перед Отечеством» II степени — за заслуги в области культуры и искусства, многолетнюю плодотворную работу[120].
- 27 апреля 2007 — Мастер искусств Молдавии (рум. Maestru în Artă) — в знак признания особых заслуг в развитии и пропаганде музыкального искусства, за выдающиеся успехи в творческой деятельности и высокое исполнительское мастерство[121].
- 7 мая 2009 — Народный артист Российской Федерации — за большие заслуги в области музыкального искусства[122].
- 20 апреля 2012 — Международный общественный орден «Золотой Сокол» — за благородство помыслов и дел[123].
- 10 сентября 2017 — Орден Дружбы — за большой вклад в развитие отечественной культуры и искусства, средств массовой информации, многолетнюю плодотворную деятельность[124].
- 2021 — Орден «Честь и слава» III степени (Абхазия) — за вклад в организацию кампании по поддержке молодых лидеров Абхазии в области культуры искусства[125].
- 2021 — Премия Президента Белоруссии «Через искусство — к миру и взаимопониманию» (Белоруссия).
- 9 мая 2022 — Народный артист Республики Башкортостан — за большой вклад в развитие культуры и искусства, многолетнюю творческую деятельность[126].
- 23 октября 2023 — Орден Почёта — за заслуги в развитии отечественной культуры и искусства, многолетнюю плодотворную деятельность[127].

Конкурсы
- 1997 — Московский международный конкурс молодых исполнителей русского романса «Романсиада» (вторая премия)
- 1998 — Всероссийский конкурс молодых оперных певцов (первая премия)
- 1999 — Конкурс Grande Voce, Испания (вторая премия)
- Неоднократный обладатель премий «Овация», «Золотой граммофон», «Муз-ТВ» и других.

«Золотой граммофон»
| Год  | Песня                                                                                |
| ---- | ------------------------------------------------------------------------------------ |
| 2005 | Отпусти меня (с Таисией Повалий)                                                     |
| 2006 | Ты далеко (с Таисией Повалий)                                                        |
| 2007 | Тебе одной                                                                           |
| 2008 | Вхожу в любовь (с Надеждой Кадышевой)                                                |
| 2010 | Права любовь (с Оксаной Фёдоровой)                                                   |
| 2011 | Рядом с тобой                                                                        |
| 2012 | Странник                                                                             |
| 2013 | Ну кто сказал тебе                                                                   |
| 2014 | Николай (с Натали)                                                                   |
| 2015 | Ну кто сказал тебе (Юбилейная церемония)                                             |
| 2016 | Обниму тебя                                                                          |
| 2017 | Ждать Тебя (с Алиной Август) Король (Queens)-Специальный номер                       |
| 2018 | Король (Queens) — Мой Король Ты сердце моё разбила Фантазёр (с гр. Дискотека Авария) |
| 2019 | Караоке Сердце на Сердце                                                             |
| 2020 | Зараза                                                                               |
| 2021 | Ты красивая                                                                          |
| 2022 | Лучший день                                                                          |
| 2023 | Ты неотразима                                                                        |

«Песня года»
| Год  | Песня                                                                                  |
| ---- | -------------------------------------------------------------------------------------- |
| 2002 | Силы небесные Шарманка                                                                 |
| 2004 | Я буду руки твои целовать Ах эта ночь                                                  |
| 2005 | Моя любимая Отпусти меня (с Таисией Повалий)                                           |
| 2006 | Ты далеко (с Таисией Повалий)                                                          |
| 2007 | Тебе одной                                                                             |
| 2008 | Внезапная любовь                                                                       |
| 2009 | Права Любовь (с Оксаной Фёдоровой)                                                     |
| 2010 | Все цветы                                                                              |
| 2011 | Сохранив Любовь (с Валерией)                                                           |
| 2012 | Я найду, свою любовь (с Софией Ротару)                                                 |
| 2013 | Ну кто сказал тебе Николай (с Натали)                                                  |
| 2014 | Вишнёвая Любовь                                                                        |
| 2015 | Любовь — не слова Ты моё счастье (с Софи)                                              |
| 2016 | Я подарю тебе любовь Обниму тебя                                                       |
| 2017 | Ждать Тебя (совм. Алиной Август) Твои глаза Маренго                                    |
| 2018 | Король (Queens) — Мой Король Ты мне сердце моё Разбила Фантазёр (с Дискотекой Аварией) |
| 2019 | Караоке Сердце на Сердце                                                               |
| 2020 | Зараза Девочка-космос Дико тусим (с Даней Милохиным)                                   |
| 2021 | Ты красивая Большая любовь (с Любовью Успенской)                                       |
| 2022 | Лучший день Давай по-хорошему (с Ларисой Долиной)                                      |
| 2023 | Ты неотразима                                                                          |

Российская национальная музыкальная премия «Виктория»
| Год  | Песня                                |
| ---- | ------------------------------------ |
| 2021 | Большая любовь (с Любовью Успенской) |

«Шансон Года»
| Год  | Песня                                |
| ---- | ------------------------------------ |
| 2022 | Большая любовь (с Любовью Успенской) |